# Valentin Schweiger
Valentin Schweiger (* 14. Februar 1900 in Oberkirch; † 1. Januar 1990 in Emmendingen) war ein deutscher Pädagoge und Politiker (NSDAP, SPD).

## Leben
Schweiger besuchte bis zum Jahr 1914 die Volksschule in Oberkirch und arbeitete anschließend als Tagelöhner. Im Jahr 1918 wurde er noch kurz vor Ende des Ersten Weltkriegs Soldat. Nach Kriegsende schloss er sich dem Freikorps Lichtschlag an. 1920 wurde er Bergmann im Ruhrgebiet und besuchte daneben eine Abendschule. Im Jahr 1927 erlangte er das Abitur und besuchte dann eine Lehrerbildungsanstalt in Karlsruhe. Da er als Volksschullehrer keine Anstellung erhielt, war er als Haus- und Hilfslehrer tätig. Am 1. Mai 1937 trat Schweiger mit der Mitgliedsnummer 4.711.733 in die NSDAP ein  und erhielt daraufhin im gleichen Jahr eine Stelle als Alleinlehrer in Sägendobel. Im Jahr 1940 erhielt er das Deutsche Schutzwall-Ehrenzeichen und 1945 das Eiserne Kreuz II. Klasse.  
Im Jahr 1950 wurde er Oberlehrer in Ebringen und 1953 Referent im Freiburger Oberschulamt.
Im Jahr 1948 trat Schweiger in die SPD ein. In den Jahren 1952 bis 1956 war er Vorsitzender der SPD in Freiburg. 1956 wurde er von seiner Partei für die baden-württembergische Landtagswahl als Zweitkandidat im Wahlkreis Freiburg-Land nominiert. Vier Jahre später war er Erstkandidat und wurde als Abgeordneter in den Landtag gewählt, dem er zwei Legislaturperioden bis 1968 angehörte. In den Jahren 1969 bis 1975 war er Bürgermeister von Horben.
Auch gewerkschaftlich engagierte sich Schweiger. Schon vor dem Jahr 1933 war er Junglehrervertreter im Badischen Lehrerverein. Nach dem Zweiten Weltkrieg wurde er Mitglied in der Gewerkschaft Erziehung und Wissenschaft (GEW). In den Jahren 1963 bis 1968 war er Vorsitzender des GEW-Landesverbandes Südbaden und wurde danach Ehrenvorsitzender.
Schweiger wurde im Jahr 1969 mit dem Bundesverdienstkreuz I. Klasse und 1980 mit der Silbernen Medaille der Stadt Freiburg ausgezeichnet.
Valentin Schweiger war verheiratet und hatte vier Kinder.